# Pêche au Bénin

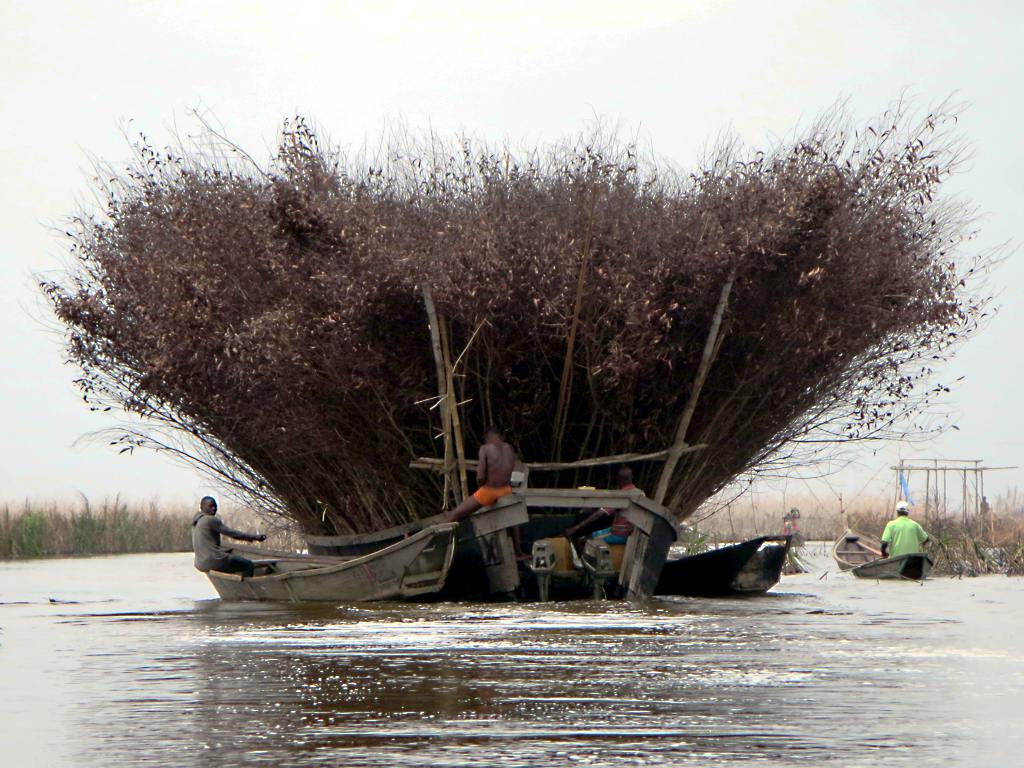
Le peuple Tofinu utilise des bâtons pour construire des pièges à poissons sur le lac Nokoué, près de Cotonou, au Bénin

La pêche au Bénin constitue un secteur économique majeur. En 2024, elle contribue à hauteur de 8 % au produit intérieur brut agricole, génère plus de 600 000 emplois et concerne plus de 15 % de la population active.

## Typologie de pêches
Au Bénin, la pêche se divise en deux grands secteurs : la pêche maritime et la pêche continentale.

### Pêche maritime
La pêche maritime se divise en deux types : la pêche artisanale et la pêche industrielle.

#### Pêche maritime artisanale
La pêche maritime artisanale au Bénin a connu un succès en une décennie.  La pêche maritime semble connaître un déclin pour diverses raisons, notamment la destruction des filets des pêcheurs par les chalutiers étrangers, les conflits entre pêcheurs locaux et « toffins » à cause de l’usage des chaluts-bœufs, ainsi que la piraterie maritime. Il est répertorié  47 site de débarquements tout au long de la côte béninoise . 
La raréfaction des poissons, la prolifération de la jacinthe d’eau,, l’utilisation de filets à petites mailles, le recours au filet traînant et les parcs à poissons appelés « Acadja » sont également pointés du doigt. L’emploi d’engins de pêche interdits, malgré les campagnes de sensibilisation et les mesures répressives, reste fréquent et constitue une source de problèmes, en violation de la loi-cadre n°2014-19 du 7 août 2014 régissant la pêche et l’aquaculture au Bénin.

#### Pêche industrielle
La pêche est peu développée au Bénin, avec une production inférieure à 1 500 tonnes. Cette faible productivité s’explique par plusieurs facteurs :  
- la faible implication des pêcheurs nationaux dans les activités de pêche maritime industrielle, dominées par les flottes étrangères;
- le faible développement technique de la pêche maritime industrielle;
- l'absence de flotte de pêche en haute mer .

### Pêche continentale
La pêche continentale est constituée de la pêche lagunaire, la pêche fluviale et la pêche aquacole (aquaculture ).
La pêche continentale au Bénin contribue à 75% à la production halieutique nationale et fournit plus de 30 000 tonnes de produits halieutiques chaque année. Elle exploite environ 130 000 ha de réseau hydrographique et occupe environ 600 000 acteurs.

## Techniques de pêches
Il existe plusieurs techniques de pêches au Bénin: 
- la nasse;
- les filets dormants;
- la pêche à épervier[10];
- les trous à poisson;
- le système acadja[11];
- la capture par harpon[12].

### Note
- (fr) Cet article est partiellement ou en totalité issu de l’article de Wikipédia en français intitulé « Pêche au Bénin » (voir la liste des auteurs).